# Teleki László (politikus, 1959)
Teleki László (Nagykanizsa, 1959. augusztus 1. –) magyar humánszervező, romológus, politikus; 2002. május 15. és 2010. május 13. között, illetve 2014. május 6. óta a Magyar Szocialista Párt országgyűlési képviselője.

## Életrajz

### Tanulmányai
1976-ban a 406. sz. Szakmunkás és Szakközépiskolában szakmunkás-bizonyítványt szerzett. 1996-ban a Zsámbéki Katolikus Tanítóképző Főiskolának romológia képzését végezte el. 2003-ban a Zsigmondy Vilmos és Széchenyi István Szakképző Iskolában maturált. 2008-ban a Pécsi Tudományegyetem Felnőttképzési és Emberi Erőforrás Fejlesztési Karának humánszervező szakán végzett.

### Politikai pályafutása
2002. május 15. és 2010. május 13. között a Magyar Szocialista Párt országgyűlési képviselője. 2002. május 15. és 2002. június 25. között a Kulturális és sajtóbizottságnak a tagja. 2002. május 15. és 2002. június 25. között a Emberi jogi, kisebbségi és vallásügyi bizottságnak a tagja. 2006. november 6. és 2010. május 13. között az Emberi jogi, kisebbségi, civil- és vallásügyi bizottságnak a tagja. 2007. március 13. és 2010. május 13. között az Iskolai esélyegyenlőségi és integrációs albizottságnak a tagja.
2002. június 21. és 2004. október 20. között a Miniszterelnöki Hivatal politikai államtitkára. 2004. október 20. és 2006. június 8. között ifjúsági, családügyi, szociális és esélyegyenlőségi minisztériumi politikai államtitkár.
2010 és 2014 között a Zala Megyei Roma Nemzetiségi Önkormányzat kisebbségi önkormányzatának tagja.
2014. május 6. óta újra a Magyar Szocialista Párt országgyűlési képviselője. 2014. május 6. óta az Igazságügyi bizottságnak a tagja.

## Díjai
- Solt Ottilia-díj (2001)
- Pro Egalitate-díj (2003)
- Tolerancia-díj (Ózd, 2003)